# Пауль Лені
Пауль Ле́ні (нім. Paul Leni; 8 липня 1885, Штутгарт — 2 вересня 1929, Лос-Анджелес) — німецький кінорежисер, художник-оформлювач та художник-декоратор, який зробив значний вплив на експресіонізм у кіно.

## Життєпис
Пауль Лені народився 8 липня 1885 року у Штутгарті. Відвідував гімназію, потім навчавіся на рисувальника в художній слюсарній майстерні. У 15-річному віці переїхав до Берліна, працював рисувальником моди, впродовж трьох семестрів відвідував Академію образотворчих мистецтв. Був художником-оформлювачем і художником-декоратором в міському театрі ім. Фрідріха Вільгельма і у Берлінському театрі, в тому числі для Макса Рейнхардта.
З 1914 року працював у кіно, спочатку художником-декоратором, а з 1916 року — режисером. Перший фільм «Щоденник доктора Харта» був патріотичною пропагандою. У подальших роботах Лені приділяв велику увагу стилістиці кадру. Він також часто виступав співрежисером, відповідальним за оформлення сцени, наприклад, у фільмі «Чорний хід», в якому відбувалося змішення реалістичного і експресіоністського стилів. Найбільшого успіху зазнав його фільм «Кабінет воскових фігур», що став одним з наочних зразків кіноекспресіонізму.
З 1921 по 1923 рік Лені був керівником експресіоністського кабаре «Гондола». З 1923 по 1924 рік інсценував пантомімічні прологи для кінопрем'єр. У 1926 році оформив обкладинку знаменитої книги «Експресіонізм і кіно» Рудольфа Куртца.
Після успіху фільму «Кабінет воскових фігур» в березні 1926 року Лені поїхав до Голлівуду, де з успіхом продовжив удосконалювати свій стиль, знявши чотири фільми жахів.
Пауль Лені помер 2 вересня 1929 року у Голлівуді під час підготовки до роботи над своїм першим звуковим фільмом.

## Обрана фільмографія
- 1916 — «Щоденник доктора Гарта» / Das Tagebuch des Dr. Hart
- 1917 — «Спляча красуня» / Dornröschen
- 1917 — «Прима Вера» / Prima Vera
- 1918 — «Таємниця Бангалору» / Das Rätsel von Bangalor (фільм втрачено, зберігся фрагмент у 12,5 метрів)
- 1918 — «Платонічний шлюб» / Die platonische Ehe
- 1919 — «Принц Зозуля» / Prinz Kuckuck (фільм не зберігся)
- 1920 — «Карти долі» / Die Karten des Todes (фільм не зберігся)
- 1921 — «Ребус-фільм № 1» / Rebus Film Nr. 1 — режисер і сценарист
- 1921 — «Леді Гамільтон» / Lady Hamilton — художник
- 1921 — «Змова у Генуї» / Die Verschwörung zu Genua
- 1921 — «Чорний хід» / Hintertreppe — режисер і художник
- 1924 — «Кабінет воскових фігур» / Waxworks — режисер і художник
- 1927 — «Кіт та канарка» / The Cat and the Canary
- 1927 — «Китайський папуга» / The chinese parrot (фільм не зберігся)
- 1928 — «Людина, яка сміється» / The man who laughs
- 1929 — «Останнє попередження» / The last warning